# حارة جرب الذهب (صنعاء)
حارة جرب الذهب هي إحدى حارات حي السبعين بمديرية السبعين إحد مديريات العاصمة اليمنية صنعاء، بلغ تعداد سكانها 2612 نسمة حسب تعداد اليمن لعام 2004.